# سوزانا کوربت
سوزانا کوربت (انگلیسی: Susannah Corbett؛ زادهٔ ۱۰ اوت ۱۹۶۸) بازیگر و مؤلف اهل بریتانیا است.
از فیلم‌ها یا برنامه‌های تلویزیونی که وی در آن نقش داشته‌است، می‌توان به رابین هود: شاهزاده دزدان و شهر هالبی، طبابت در پیک، دیل و پاسکو، تلفات و اولین شوالیه اشاره کرد.